# Myriopteris covillei
Myriopteris covillei là một loài thực vật có mạch trong họ Adiantaceae. Loài này được (Maxon) Á. Löve & D. Löve miêu tả khoa học đầu tiên năm 1977.